# Fritz Schmidt
Pour les articles homonymes, voir Schmidt.
Fritz Schmidt, né le 19 mars 1943 à Mayence et mort le 12 août 2024 à Rüsselsheim am Main, est un joueur ouest-allemand de hockey sur gazon.

## Biographie
Fritz Schmidt fait partie de l'équipe nationale ouest-allemande sacrée championne olympique aux Jeux d'été de 1972 à Munich. Il dispute aussi les Jeux olympiques d'été de 1968 et de 1976, terminant respectivement aux quatrième et cinquième places.